# Abrazadera de tubo

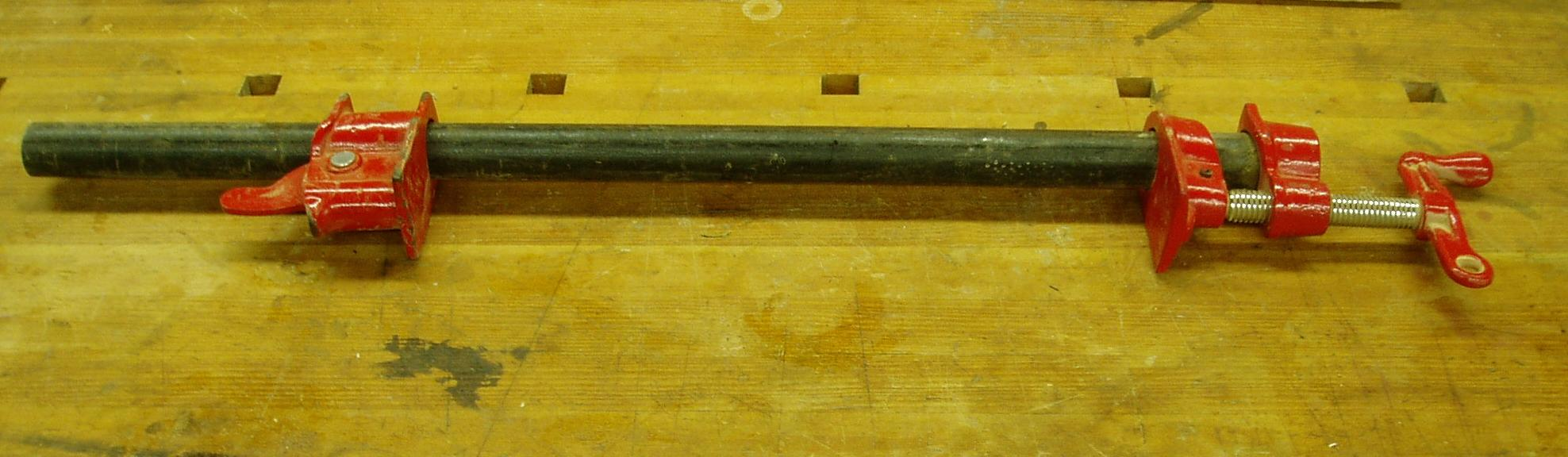
Una pequeña abrazadera de tubo.

La abrazadera de tubo o sargento es un tubo de amplio asimiento que se guía generalmente con un tubo común y corriente de acero para alcanzar su longitud. El tubo puede ser cambiado según la necesidad, llegando a ser cuán largo se requiera. Las abrazaderas de tubo no deben ser confundidas con las abrazaderas para tubo, las cuales son un tipo de zuncho que se enrolla alrededor de una manguera o tubería.